# عامر خليل
عامر عبد الرحمن خليل لاعب كرة قدم سعودي يلعب في نادي الطائي كمهاجم.